# Ko Kwang-za
Ko Kwang-za (Koreaans: 고광 차, 28 december 1942) is een Noord-Koreaanse voormalig langbaanschaatser, die actief was in de jaren zestig en begin jaren zeventig.
Ko Kwang-za vertegenwoordigde Noord-Korea op de wereldkampioenschappen schaatsen allround vrouwen in 1967 in Deventer. Na de eerste dag met de 500m en de 1500m, startte ze de tweede dag niet op de 1000m, en had dus geen allround-classificatie.
Ze nam ook deel aan een andere internationale wedstrijd, waaronder in Jekaterinburg (Rusland) en Ulaanbaatar (Mongolië) in 1969 en in Naberezjnye Tsjelny (Rusland).
Er is bijna niets bekend over haar vroege carrière, waar ze heeft getraind en haar nationale wedstrijden; omdat er geen toegang is tot Noord-Koreaanse bronnen. Er zijn enkele Noord-Koreaanse resultaten van haar bekend, waar ze een persoonlijk record reed. In december 1969 verbeterde ze haar persoonlijk record van 500 meter in Pujon. Met deze tijd van 45,3 seconden was ze op dat moment vierde op de 500 meter wereldranglijst van het seizoen, maar zakte hierin tijdens het seizoen. Ze reed haar laatste persoonlijke record in februari 1970 in Pyongyang op de 1500 meter.

## Persoonlijke records
| Afstand    | Tijd   | Datum            | Baan                |
| ---------- | ------ | ---------------- | ------------------- |
| 500 meter  | 45,3   | 25 december 1969 | Pujon               |
| 1000 meter | 1.37,8 | 21 februari 1969 | Ulaanbaatar         |
| 1500 meter | 2.26,4 | 15 januari 1970  | Pyongyang           |
| 3000 meter | 5.17,9 |                  | Naberezjnye Tsjelny |